# Doumea alula
Doumea alula är en fiskart som beskrevs av Nichols och Griscom, 1917. Doumea alula ingår i släktet Doumea och familjen Amphiliidae. IUCN kategoriserar arten globalt som livskraftig. Inga underarter finns listade i Catalogue of Life.